# Gromadzyn
Gromadzyn – wieś sołecka w Polsce położona w województwie mazowieckim, w powiecie płońskim, w gminie Sochocin.
Wieś należała do dzierżawy Nowe Miasto w 1617 roku. W latach 1975–1998 miejscowość administracyjnie należała do województwa ciechanowskiego.
We wsi stał niegdyś późnogotycki, ceglany kościół parafialny, wzniesiony ok. 1500, zniszczony podczas potopu 1655, ruinę rozebrano ostatecznie ok. 1710 "na kominy do dworu". Dziś na tym miejscu postument z napisem.